# Kassongue
Kassongue è un municipio dell'Angola appartenente alla provincia di Cuanza Sud. Ha 116.710 abitanti (stima del 2006) ed una superficie di 6.500 km².